# 3-й Смоківський провулок (Житомир)
3-й Смоківський провулок — провулок в Корольовському районі міста Житомир. 

## Розташування
Знаходиться на теренах Смоківки — Мар'янівки. Бере початок від 1-ї Мар'янівської лінії. Прямує на північний схід. Закінчується перехрестям з 3-ю Мар'янівською лінією.

## Історія
Провулок почав формуватися після Другої Світової війни на вільних від забудови землях. У 1951 — 1958 рр. мав назву Шкільний провулок. Наприкінці 1960-х років провулок та його садибна забудова сформовані.